# Цихлида-колибри
Цихлида-колибри (лат. Labidochromis caeruleus) — пресноводная рыба из семейства цихлид отряда окунеобразных. Эндемик озера Малави, полиморфный вид группы цихлид мбуна, имеющий множество локальных вариантов окраски.

## Описание
Окраска рыб наиболее популярных у аквариумистов вариантов этого вида («Yellow Lab» из Львиной Бухты и «Electric Yellow Cichlid» из Мбове) — красочна: жёлтая с чёрной окантовкой плавников — две линии проходят сверху и снизу. У самцов чёрный цвет насыщенный, антрацитовый, самки менее яркие. В аквариуме обычно достигают размера до 12 см. Самки мельче. В некоторых условиях может вырастать до 15 см.
Также есть и другие окраски: рыбы из Нката-Бей нежно бело-голубой окраски с чёрной окантовкой плавников; рыбы выловленные на острове Лундо голубые в чёрную полоску; рыбы из Руарве бело-розоватого цвета. Аквариумистами выведена альбиносная форма рыб из Львиной Бухты. Так же имеется ещё несколько вариантов окраски.
Морфы, то есть географические формы и варианты окрасок рыб крайне устойчивы и в озере Малави практически не встречаются, так как изолированы между собой большими водными пространствами, в условиях аквариума легко скрещиваются между собой, необратимо теряя изначальный окрас.

## Место обитания
Обитает в каменистых районах озера Малави. Химический состав воды: pH 7,2-8,5, жесткость 10-20 °dGH.

## Содержание в аквариуме
В аквариуме желательно устраивать скалы, располагать лежащие на боку цветочные горшки, трубы. Оптимальная температура воды 24-26 градусов. Химический состав воды: pH 7,2—8,5, жесткость 10—20 °dGH. При кормлении надо учитывать, что растительного корма рыбки потребляют от 30 до 50 % (взрослые). Елоу не рекомендуется перекармливать. Корма рыбкам надо давать примерно половину того, что они могут съесть, будучи голодными. Маленьких мальков надо кормить вволю несколько раз в день. Разведение Елоу может происходить в общем аквариуме. Очень маленький выход малька. При перекорме много плохой икры. Мальки растут медленнее, чем у псевдотрофеусов.